# Amerila nigricornis
Amerila nigricornis là một loài bướm đêm thuộc phân họ Arctiinae, họ Erebidae.